# Ford Kuga
Ford Kuga – samochód osobowy typu SUV klasy kompaktowej, a następnie klasy średniej produkowany pod amerykańską marką Ford od 2008 roku. Od 2019 roku produkowana jest trzecia generacja pojazdu.

## Pierwsza generacja

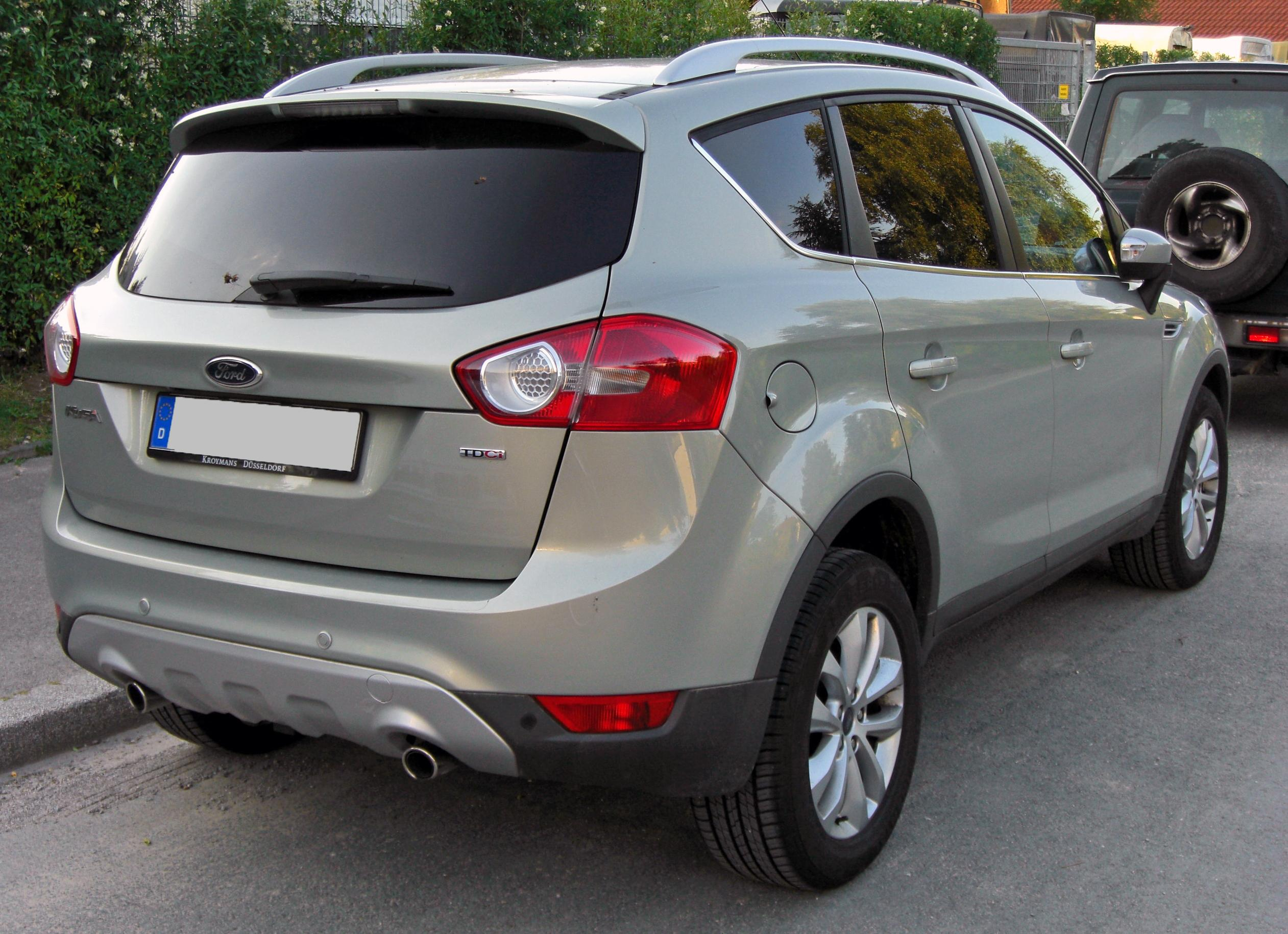
Forda Kuga I - tył

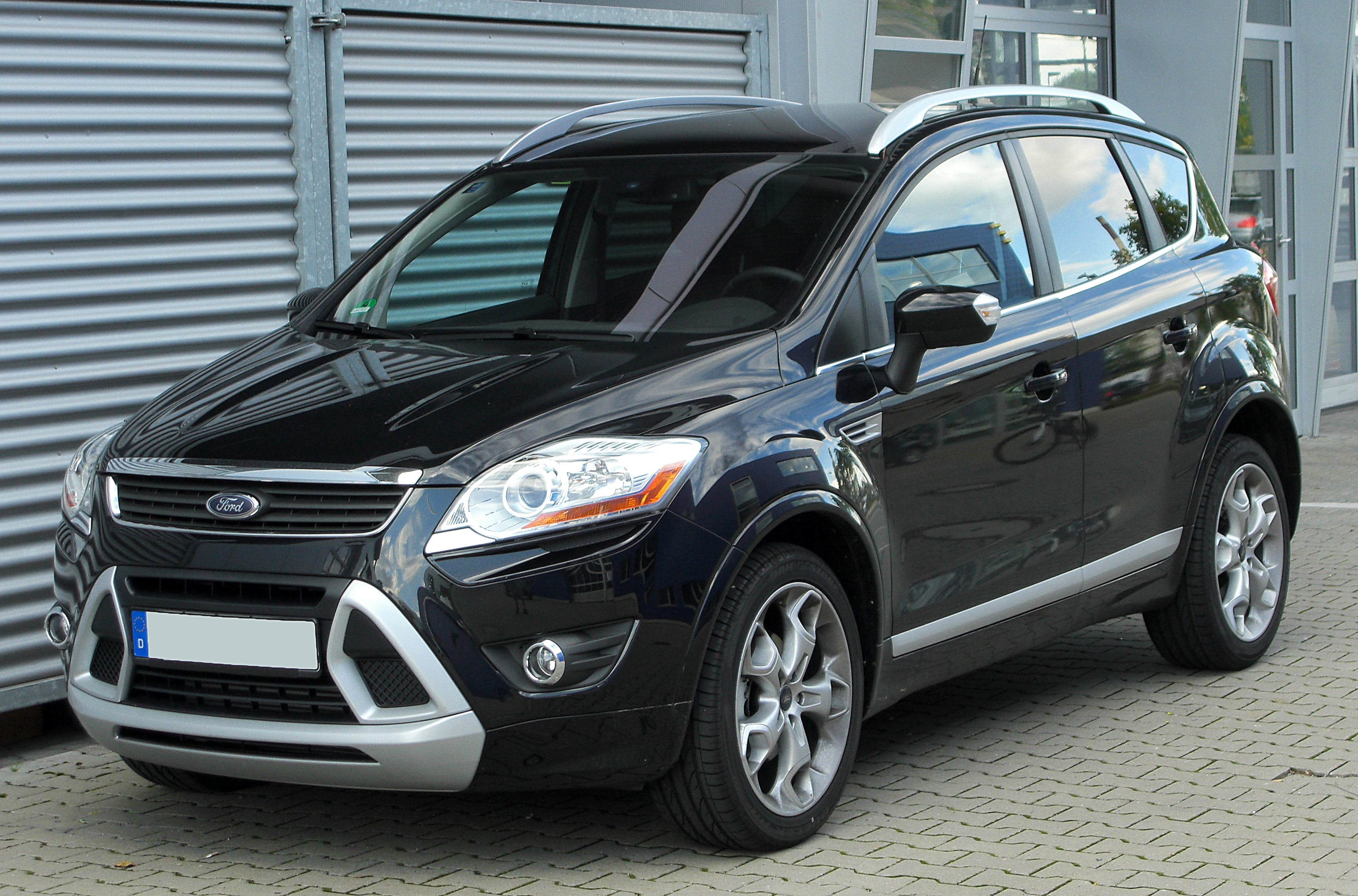
Forda Kuga I Individual

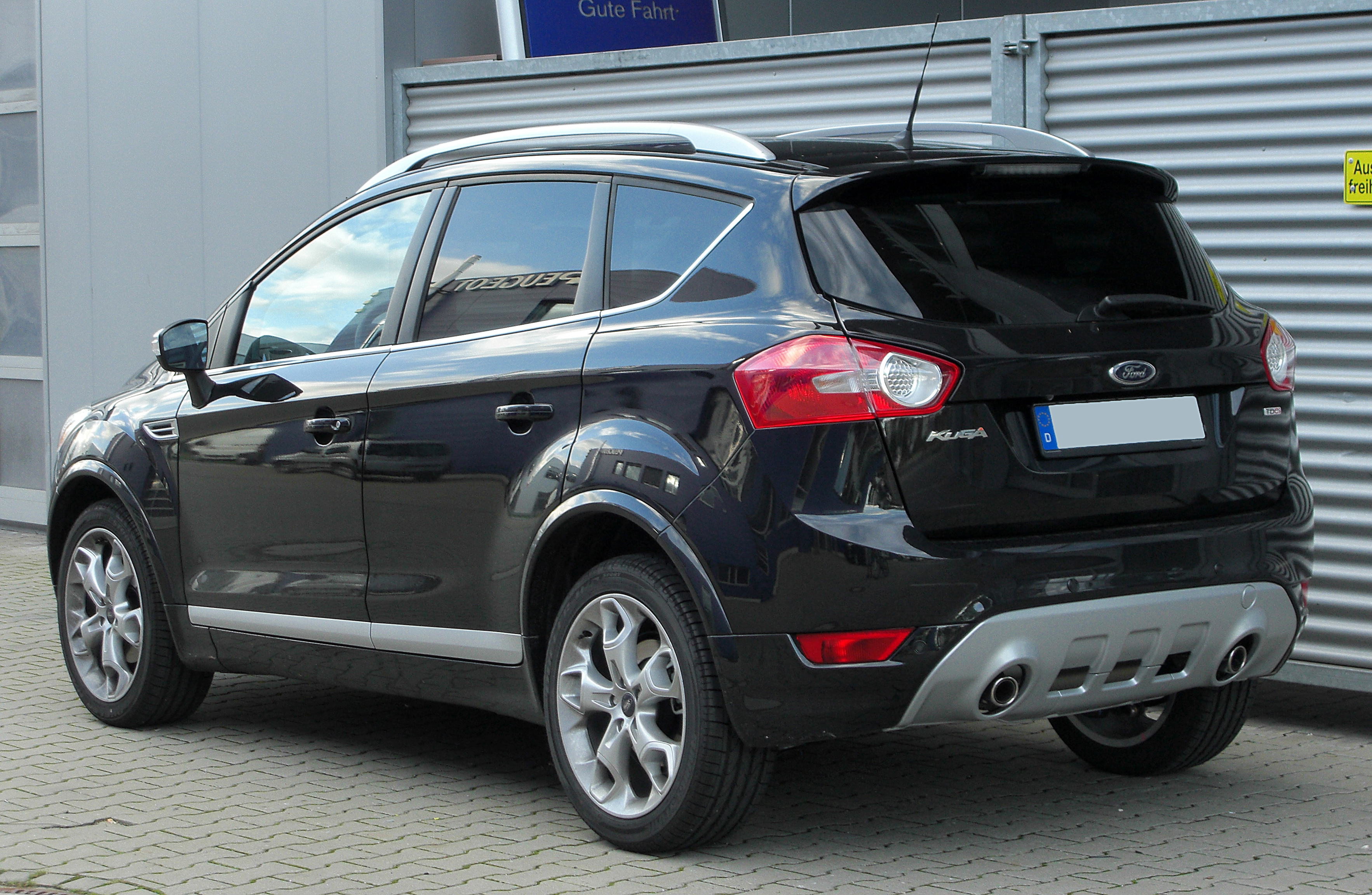
Forda Kuga I Individual - tył

Ford Kuga I został po raz pierwszy zaprezentowany w 2008 roku.
Premierę pierwszego w historii europejskiego oddziału Forda SUV-a opracowanego specjalnie z myślą o tym rynku poprzedził samochód koncepcyjny o nazwie Iosis X zaprezentowany w 2006 roku. Samochód zaprojektowano według zasad Kinetic Design podobnie jak m.in. modele S-Max, Mondeo czy Fiesta. Na niektórych rynkach Europy Zachodniej Kuga I zastąpiła oferowanego w limitowanych nakładach importowanego ze Stanów Zjednoczonych SUV-a Maverick. 
Pod koniec 2010 roku samochód przeszedł drobne zmiany w wyposażeniu na rok modelowy 2011. Silniki wysokoprężne pochodziły z Mondeo i były one nieco zmodernizowanymi konstrukcjami koncernu PSA. Z kolei jedyna w ofercie jednostka benzynowa, to silnik produkcji Volvo. 

### Wersje wyposażeniowe
- Trend
- Titanium
- Titanium S
- Individual

Samochód standardowo wyposażony jest m.in. w klimatyzację, układ kontroli trakcji ESP, ABS z EBD oraz elektroniczny system zapobiegający dachowaniu. Opcjonalnie samochód wyposażyć można m.in. w elektrycznie podgrzewaną przednią szybę.

### Silniki
| Silnik                           | Pojemność skokowa [cm³]          | Typ silnika                      | Moc maksymalna [KM] przy obr./min | Maks. moment obrotowy [Nm] przy obr./min | Przyspieszenie 0-100 km/h [s]    | Prędkość maks. [km/h]            |                                  |                                  |                                  |
| Silniki benzynowe (Niskoprężne): | Silniki benzynowe (Niskoprężne): | Silniki benzynowe (Niskoprężne): | Silniki benzynowe (Niskoprężne):  | Silniki benzynowe (Niskoprężne):         | Silniki benzynowe (Niskoprężne): | Silniki benzynowe (Niskoprężne): | Silniki benzynowe (Niskoprężne): | Silniki benzynowe (Niskoprężne): | Silniki benzynowe (Niskoprężne): |
| -------------------------------- | -------------------------------- | -------------------------------- | --------------------------------- | ---------------------------------------- | -------------------------------- | -------------------------------- | -------------------------------- | -------------------------------- | -------------------------------- |
| 2.5 TURBO                        | 2521                             | R5                               | 200/6000                          | 320/1600                                 | 8,2                              | 210                              |                                  |                                  |                                  |
| Silniki wysokoprężne (Diesla):   |                                  |                                  |                                   |                                          |                                  |                                  |                                  |                                  |                                  |
| 2.0 TDCi                         | 1997                             | R4                               | 140/3750                          | 320/1750                                 | 10,2                             | 186                              |                                  |                                  |                                  |
| 2.0 TDCi                         | 1997                             | R4                               | 163/3750                          | 340/2000                                 | 9,6                              | 195                              |                                  |                                  |                                  |

## Druga generacja

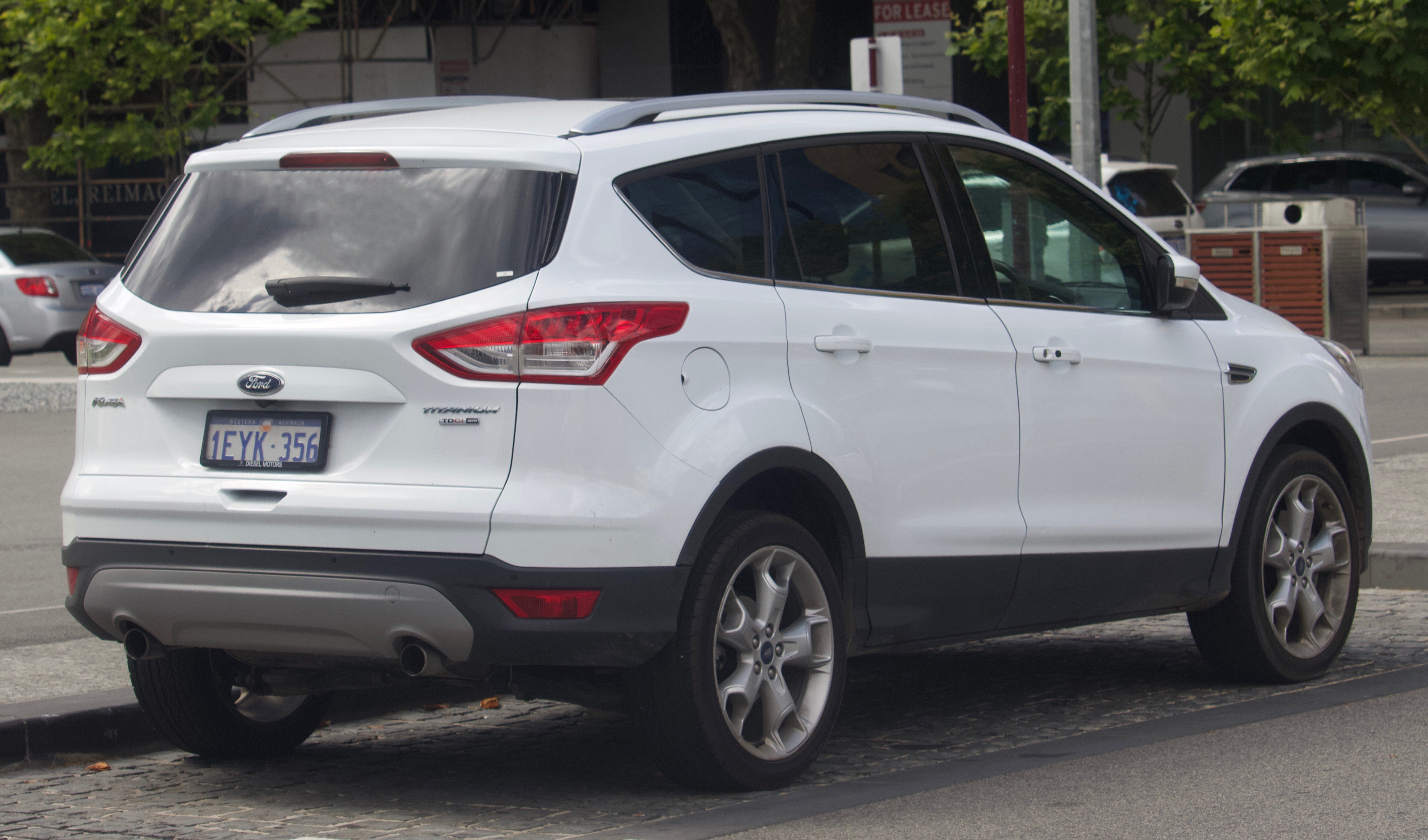
Ford Kuga II - tył

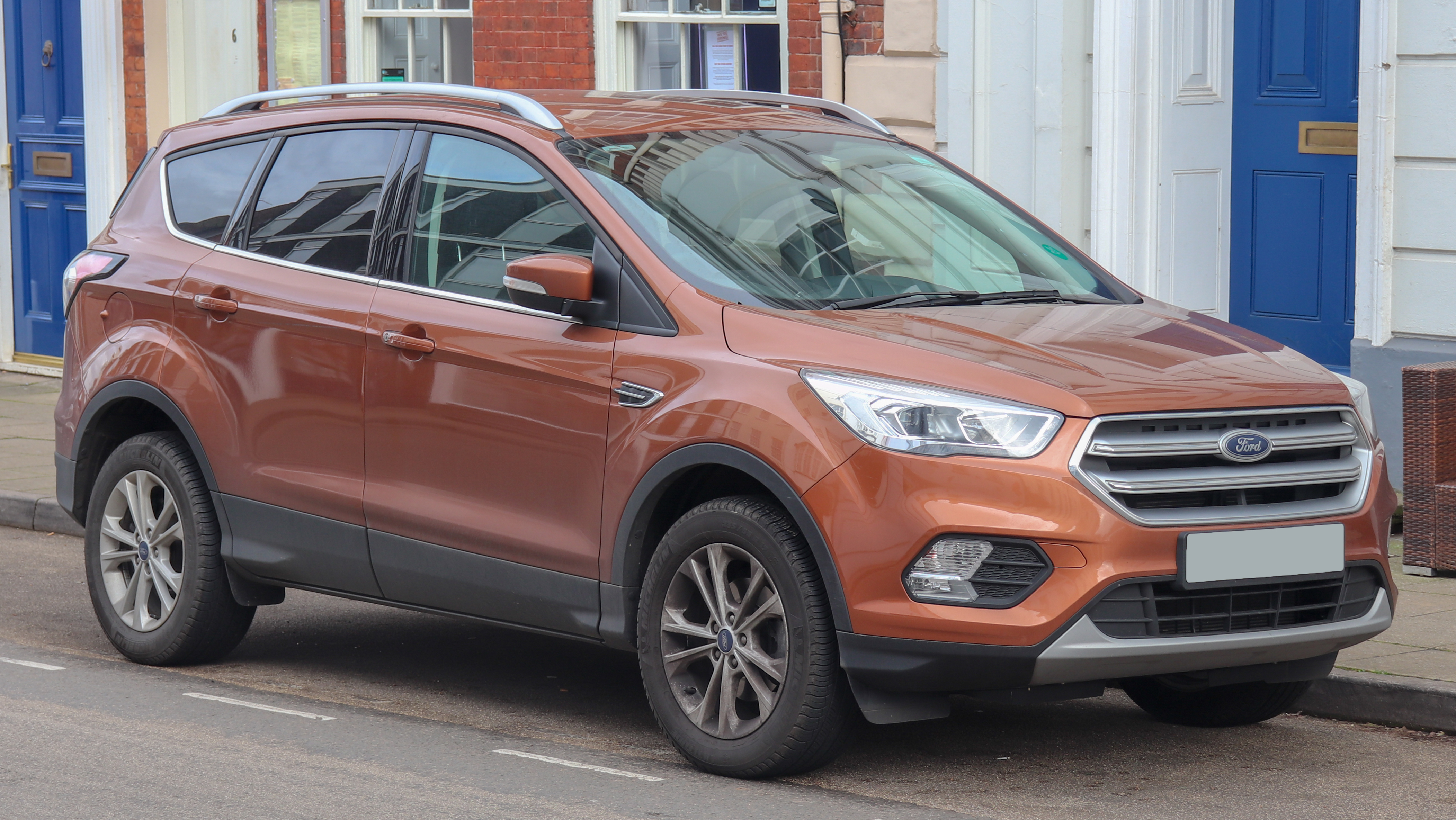
Ford Kuga II po liftingu

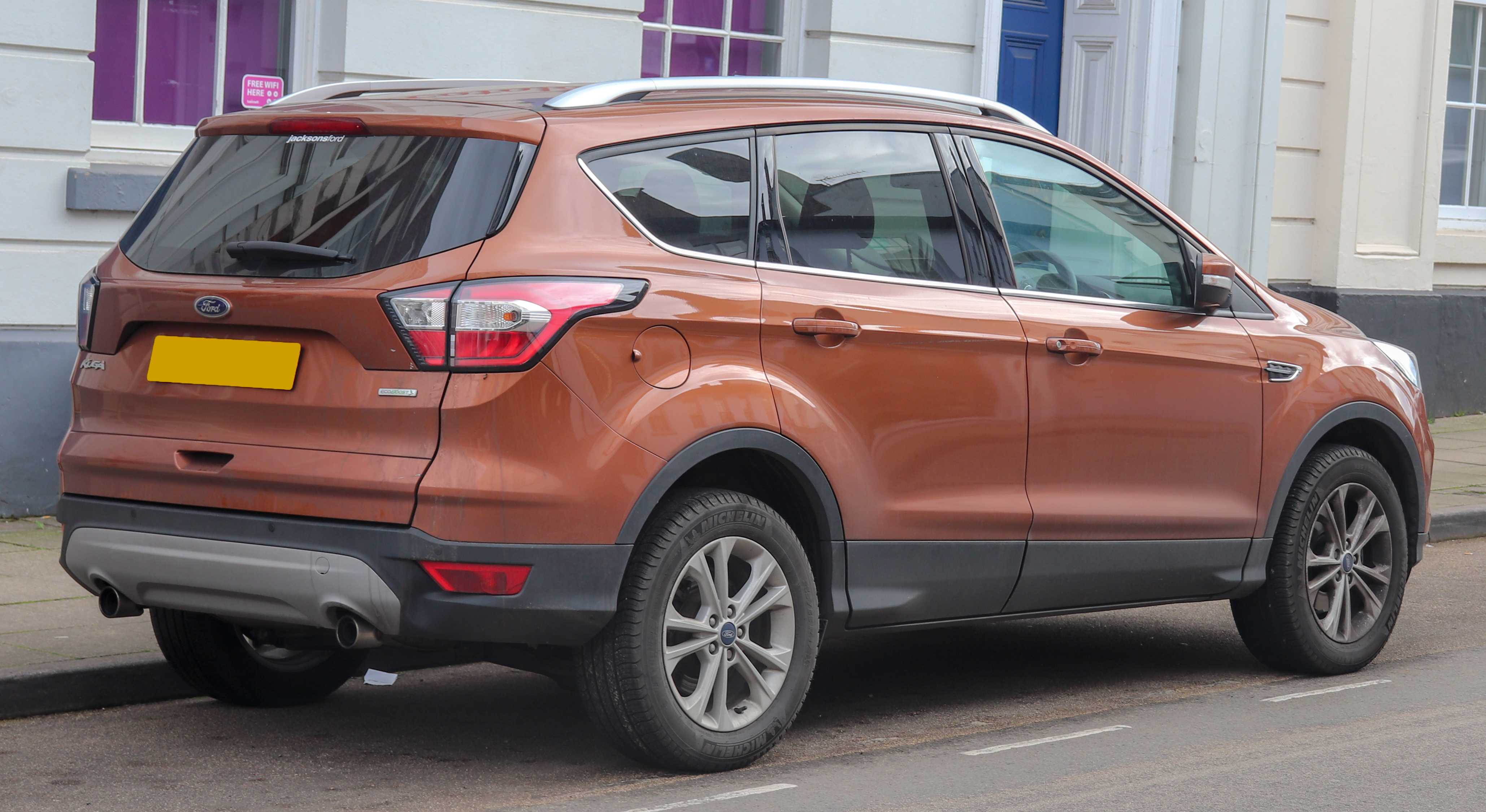
Ford Kuga II - tył po liftingu

Ford Kuga II został zaprezentowany po raz pierwszy na Geneva Motor Show w marcu 2012 roku.
Premierę samochodu poprzedziła prezentacja amerykańskiej odmiany o nazwie Escape, której oficjalna prezentacja miała miejsce już w listopadzie 2011 roku, czyli półtora roku przed początkiem sprzedaży w Europie jako Kuga drugiej generacji. Amerykański odpowiednik trafił do produkcji w lipcu 2012 roku, również wyraźnie szybciej niż w Europie.
Choć europejska premiera Kugi II miała miejsce w marcu 2012 roku na Geneva Motor Show, to ruszyła ostatecznie na Polsce dopiero na wiosnę 2013 roku. Auto zostało zbudowane w oparciu o nową strategię marki Ford nazwaną One Ford, w ramach której wszystkie pokazane w tym czasie modele Forda stały się pojazdami globalnymi bez rozróżnienia na rynek Ameryki Północnej i Europy. Samochód został zbudowany na płycie podłogowej modelu Focus. 

### Lifting
W 2016 roku auto przeszło face lifting. Pojazd otrzymał zupełnie nowy przód, który przypomina większy model Edge. Przeprojektowane zostały reflektory oraz zastosowano nową, masywną atrapę chłodnicy. Wnętrze pojazdu otrzymało skromny lifting polegający na przeniesieniu kilku przycisków i przełączników, zastosowaniu nowej kierownicy oraz nowego systemu multimedialnego SYNC3 z 8-calowym ekranem dotykowym. Z wnętrza Forda Kugi zniknął tradycyjny hamulec ręczny, a zastąpił go przycisk elektrycznego hamulca pomocniczego. Pojawiły się również nowe wzory tapicerki oraz nowe aplikacje dekoracyjne. 
W gamie zadebiutowały dwie wyróżniające się wyglądem wersje stylizacyjne: sportowa ST Line oraz luksusowa Vignale. Przy okazji liftingu wprowadzono nowy silnik wysokoprężny 1.5 TDCi o mocy 120 KM oraz zmodyfikowano jednostki 2.0 które mają: 150 i 180 KM..
Pod maską były montowane silniki Diesla PSA Duratorq o pojemności 1.6 (120 KM) i 2.0 (140 i 163 KM) oraz benzynowe EcoBoost 1.6 (148, 182 KM) i 2.0 (239 KM). 

### Wersje wyposażeniowe
- Trend
- Titanium
- Titanium Plus

Standardowe wyposażenie obejmuje m.in. ABS, ESP, 7 poduszek powietrznych, klimatyzację manualną, elektryczne sterowanie szyb, podgrzewanie oraz elektryczne sterowanie lusterek, radioodtwarzacz CD/MP3 z 6-głośnikami, światła przeciwmgłowe oraz 17-calowe alufelgi. 

### Silniki
*(Kuga 2016)
| Silnik                           | Pojemność skokowa [cm³] | Typ silnika | Moc maksymalna [KM] przy obr./min | Maks. moment obrotowy [Nm] przy obr./min | Przyspieszenie 0-100 km/h [s] | Prędkość maks. [km/h] | Uwagi      | Spalanie dane producenta w litrach cykl mieszany/trasa/Miasto |
| Silniki benzynowe (Niskoprężne): |                         |             |                                   |                                          |                               |                       |            |                                                               |
| 1.5 EcoBoost                     | 1498                    | R4          | 150/5700                          | 240/1600                                 | 9,7                           | 195                   | Od 10.2014 | 6.3/5.4/7.9                                                   |
| 1.5 EcoBoost                     | 1498                    | R4          | 182/5700                          | 240/1600                                 | 10,1                          | 200                   | Od 10.2014 | 7.7/6.3/10.2 AWD                                              |
| 2.0 EcoBoost                     | 2000                    | R4          | 230/5500                          | 370/2500                                 | 8.8                           | 212                   | ?          | 8.7/7.2/11.3 AWD                                              |
| Silniki wysokoprężne (Diesla)    |                         |             |                                   |                                          |                               |                       |            |                                                               |
| 1.5 TDCi                         | 1498                    | R4          | 120/3750                          | 320/1750                                 | 12,1                          | 184                   | Od 04.2016 |                                                               |
| 1.6 TDCi                         | 1597                    | R4          | 120/3750                          | 340/1750                                 | 11,6                          | 186                   | Od 10.2014 |                                                               |
| 2.0 TDCi                         | 1997                    | R4          | 140,150*/3750                     | 370,380*/1750                            | 10,1                          | 194                   | Od 10.2014 |                                                               |
| 2.0 TDCi                         | 1997                    | R4          | 163,180*/3750                     | 400,420*/1750                            | 9,2                           | 202                   | Od 10.2014 |                                                               |

## Trzecia generacja

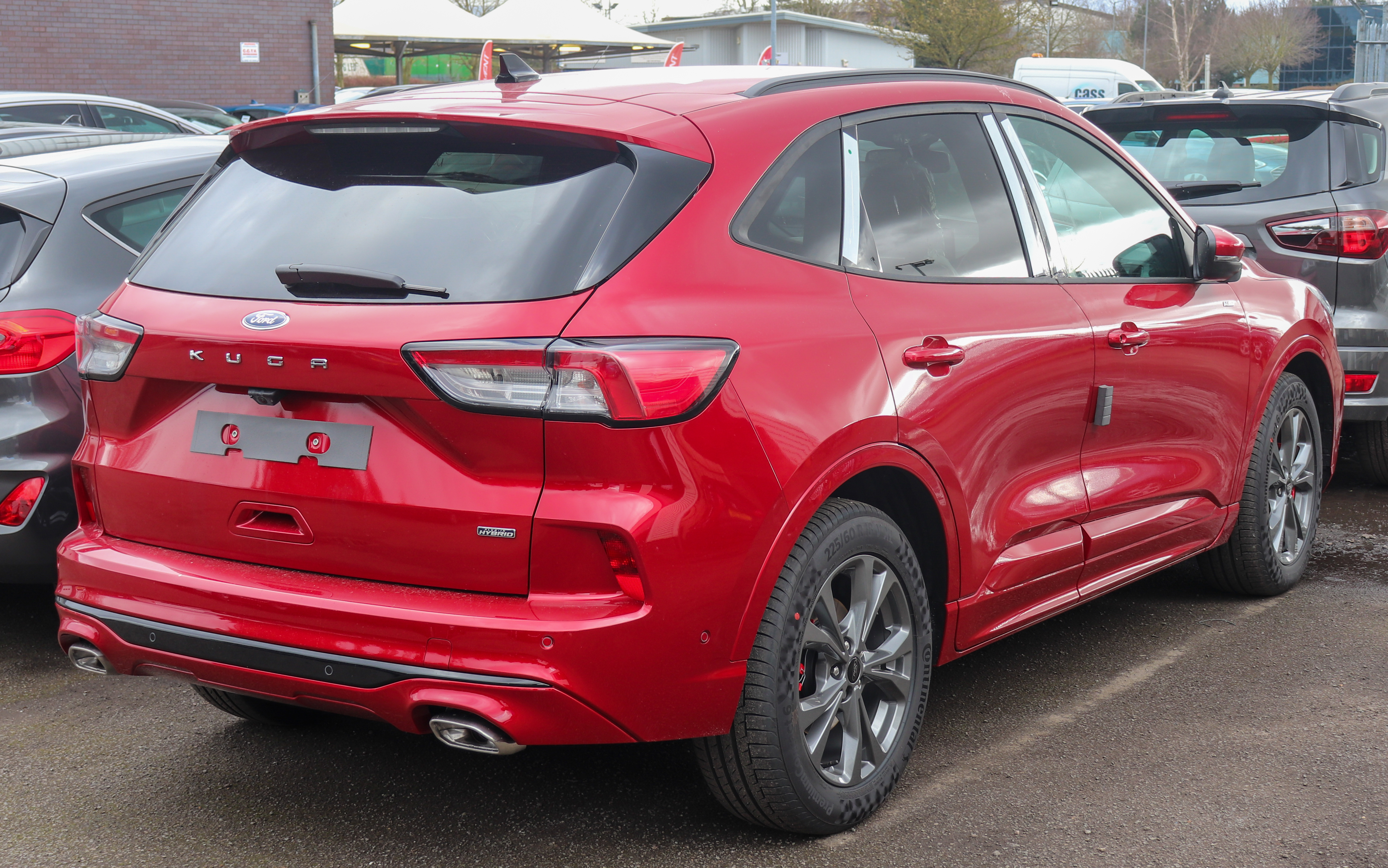
Ford Kuga III ST-Line - tył

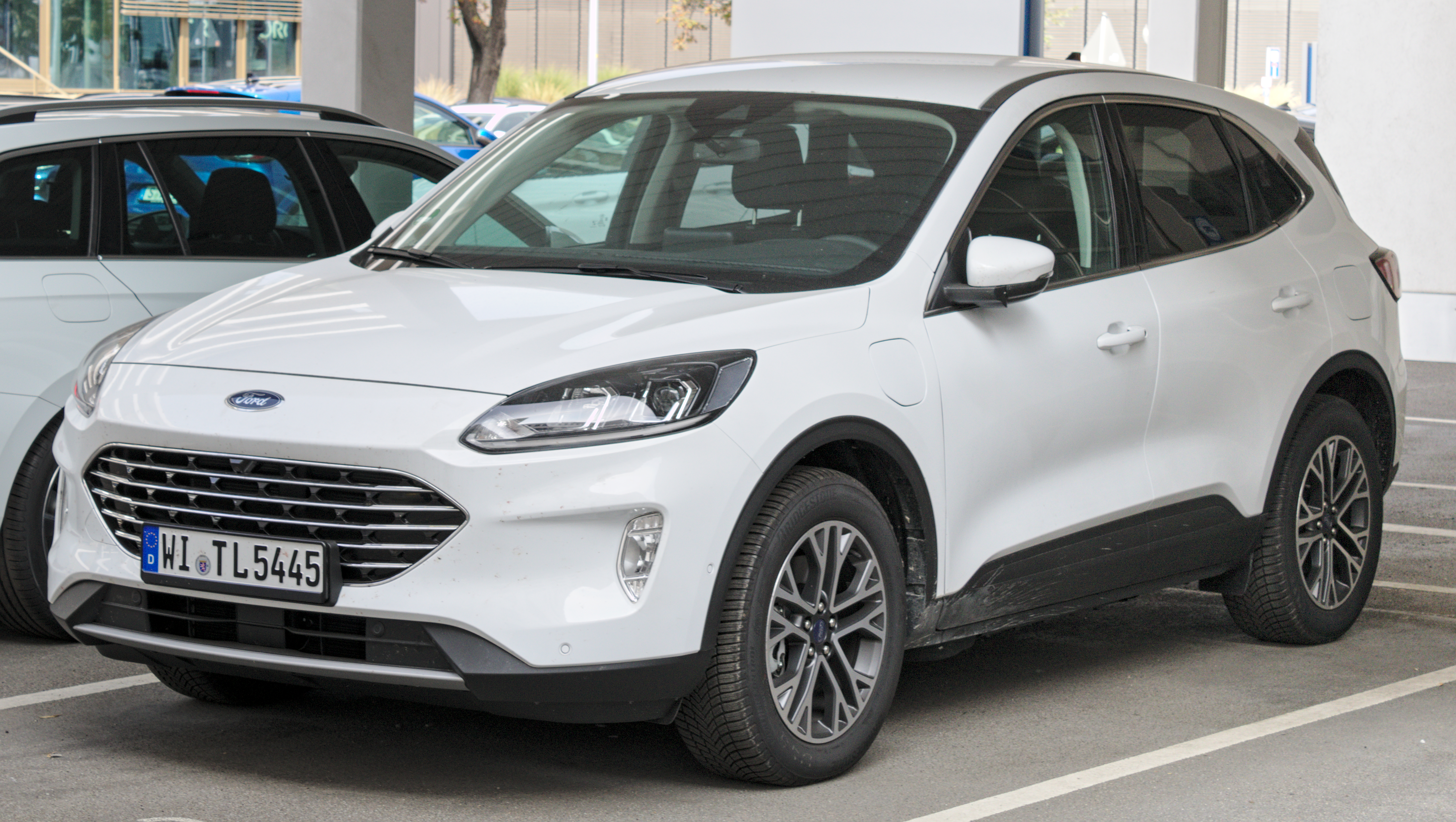
Ford Kuga III Titanium

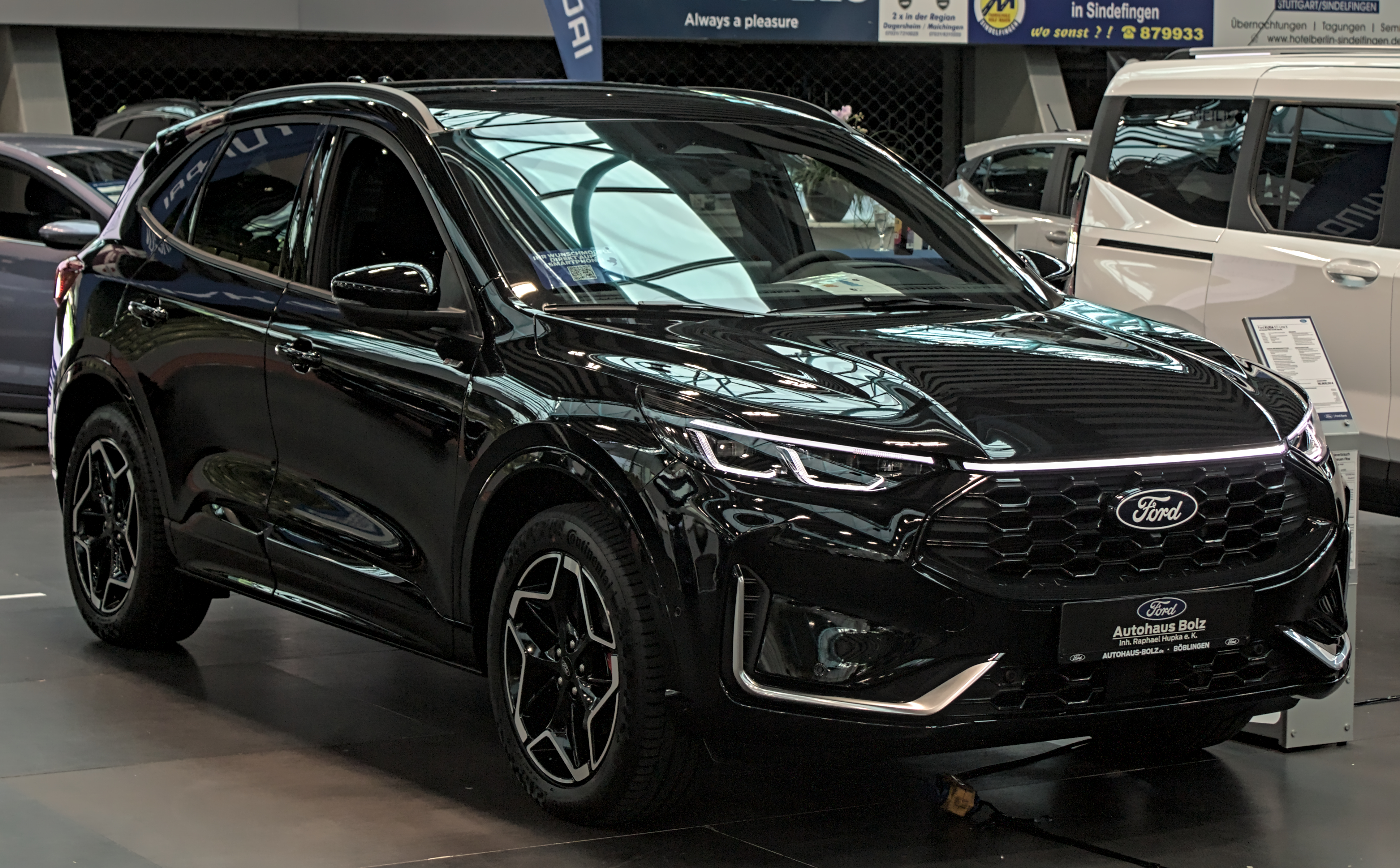
Ford Kuga III po liftingu

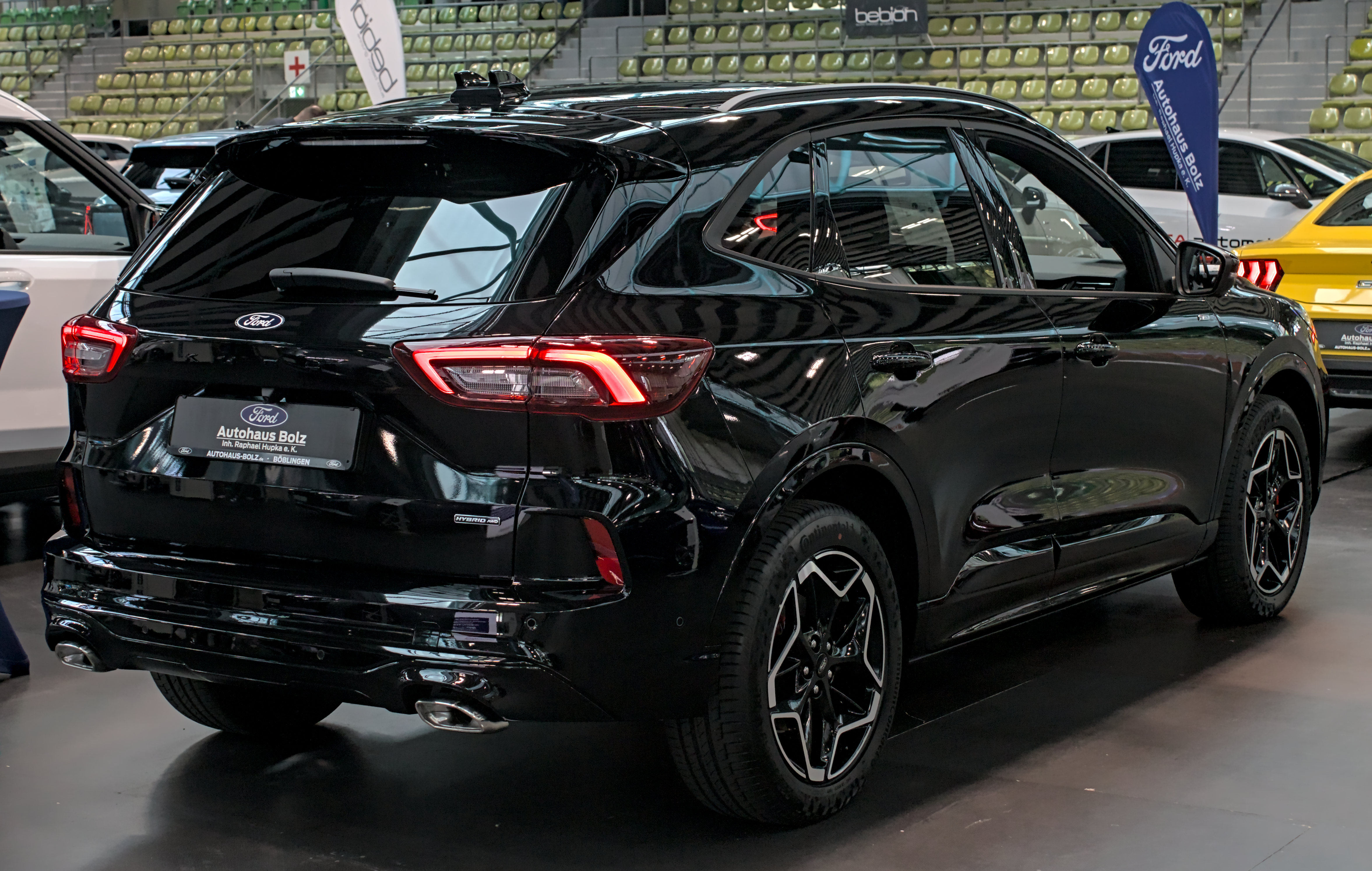
Ford Kuga III - tył po liftingu

Ford Kuga III został zaprezentowany po raz pierwszy w kwietniu 2019 roku.
Trzecia generacja Kugi została przedstawiona oficjalnie podczas specjalnej konferencji poświęconej zmianom w gamie SUV-ów i crossoverów, którą producent zorganizował na początku kwietnia 2019 roku. Samochód przyniósł radykalne zmiany w dotychczasowej koncepcji - jest wyraźnie większy pod każdym kątem, szczegółnie rozstawu osi i długości nadwozia, które awansowały Kugę do grona SUV-ów klasy średniej jak np. Toyota RAV4 czy SEAT Tarraco, które wyróżniają się zbliżonymi wymiarami.
Samochód utrzymano w stylistyce dopasowanej do bieżącej estetyki marki, którą reprezentuje m.in. przedstawiony rok wcześniej Focus czy zaprezentowany kilka miesięcy później mniejszy crossover Puma. Kuga III wyróżnia się dużą, obłą atrapą chłdnicy z przodu, owalnopodobnymi reflektorami przy krawędziach maski i podłużnymi lampami z tyłu. Kokpit z kolei utrzymano w niemal identycznej estetyce, co w mniejszym Focusie, na którym Kuga zresztą bazuje. Samochód w III generacji został wyposażony w pakiet funkcji, w tym system nawigacji SYNC 3, modem FordPass Connect z funkcją Live Traffic oraz inteligentny tempomat z funkcją Stop & Go. Położono także nacisk na zwiększenie bezpieczeństwa samochodu wyposażając go w systemy: Pre-Collision Assist, Lane Keeping, Traffic Sign Recognition i Driver Alert.
Duże zmiany zaszły także w gamie silnikowej. Aby sprostać bieżącym unijnym restrykcjom w zakresie emisji spalin, pod maskę trafiły tzw. zelektryfikowane układy napędowe. Kuga dostępna jest nie tylko z układem mild hybrid, ale także jako klasyczny pojazd hybrydowy oraz tzw. hybryda typu plug-in, która umożliwia ładowanie układu elektrycznego o większym zasięgu z gniazdka.

### Lifting
W styczniu 2024, ponad rok po amerykańskim odpowiedniku, trzecia generacja Forda Kuga przeszła gruntowną modernizację. Największe zmiany objęły pas przedni, gdzie pojawiły się węższe, bardziej agresywnie zarysowane reflektory, a także wyżej ulokowany sześciokątny wlot powietrza, na który przeniesiono logo firmowe Forda. Ponadto przemodelowano przednie i tylne zderzaki, a także wkłady tylnych lamp zyskujących nową sygnaturę świetlną. Kabina pasażerska zyskała wyraźnie większy, centralny ekran dotykowy środkowej konsoli o przekątnej 13,2 cala, przejmując odtąd także funkcję sterowania klimatyzacją.

### Sprzedaż
Sprzedaż Kugi w Stanach Zjednoczonych jako Ford Escape czwartej generacji ruszyła we wrześniu 2019 roku, z kolei do polskich salonów sprzedaży SUV klasy średniej trafił w marcu 2020 roku. Jako Kuga samochód trafił do sprzedaży jeszcze  m.in. na Tajwanie i w Afryce Północnej, z kolei nazwę Escape przyjęto na rynkach latynoamerykańskich, w Chinach oraz Australii i Nowej Zelandii.

### Wersje wyposażeniowe
- Trend
- Titanium
- ST-Line
- Vignale

### Prześwit
| Prześwit                 | PHEV | Trend/Titanium | ST-Line | Vignale |
| ------------------------ | ---- | -------------- | ------- | ------- |
| Prześwit minimalny (mm)  | 139  | 146-152        | 137     | 148     |
| Prześwit maksymalny (mm) | 160  | 191-194        | 178     | 190     |

### Silniki
- R3 1.5l EcoBoost 120 KM
- R3 1.5l EcoBoost 150 KM
- R3 1.5l EcoBoost 182 KM
- R4 1.5l EcoBlue Diesel 120 KM
- R4 2.0l EcoBlue Diesel 150 KM
- R4 2.0l EcoBlue Diesel 190 KM
- R4 2.5l Hybrid 190 KM
- R4 2.5l Plug-in Hybrid 225 KM